# Falanga (tygodnik)
Falanga – antysemicki i narodowo-radykalny tygodnik wydawany w latach 1936–1939 w  Warszawie. Kierował swój przekaz do młodzieży. Był organem prasowym RNR Falanga.

## Charakterystyka
Pismo ukazywało się od lipca 1936 do lipca 1939. Swoją siedzibę miało w Warszawie. Oddziały prasowe funkcjonowały w następujących miastach: Białystok, Gdynia, Grudziądz, Lwów, Łódź, Poznań, Radom, Sokołów Podlaski, Toruń, Tczew, Wilno, Zakopane.
Twórcą i pierwszym redaktorem tytułu był Zygmunt Dziarmaga.

## Współpracownicy
Z pismem współpracowali i pisali w nim: Józef Bukowski, Stanisław Cimoszyński, Jerzy Z. Czerwiński, Józef Danara, Janina Dobrzycka, Janina Głowacka, Jan Grabowski, Kazimierz Hałaburda, Mieczysław Jędrzejczak, Stefan Krajewski, Władysław Kisielewski, Wojciech Kwasieborski, Tadeusz Lipkowski, Mateusz Liwski, Stefan Lubicz, Alfred Łaszowski, Jan Olechowski, Czesław Olszyna, Bolesław Piasecki, Irena Pietrzykowska, Jan Rawicz, Adolf Józef Reutt, Marian Reutt, Witold Rościszewski, Józef Stanisławski, Olgierd Szpakowski, Witold Staniszkis, Tadeusz Szymańczak, Wojciech Wasiutyński, Jan Winrych, Tadeusz Wojnar.